# Kamień Montezumy I

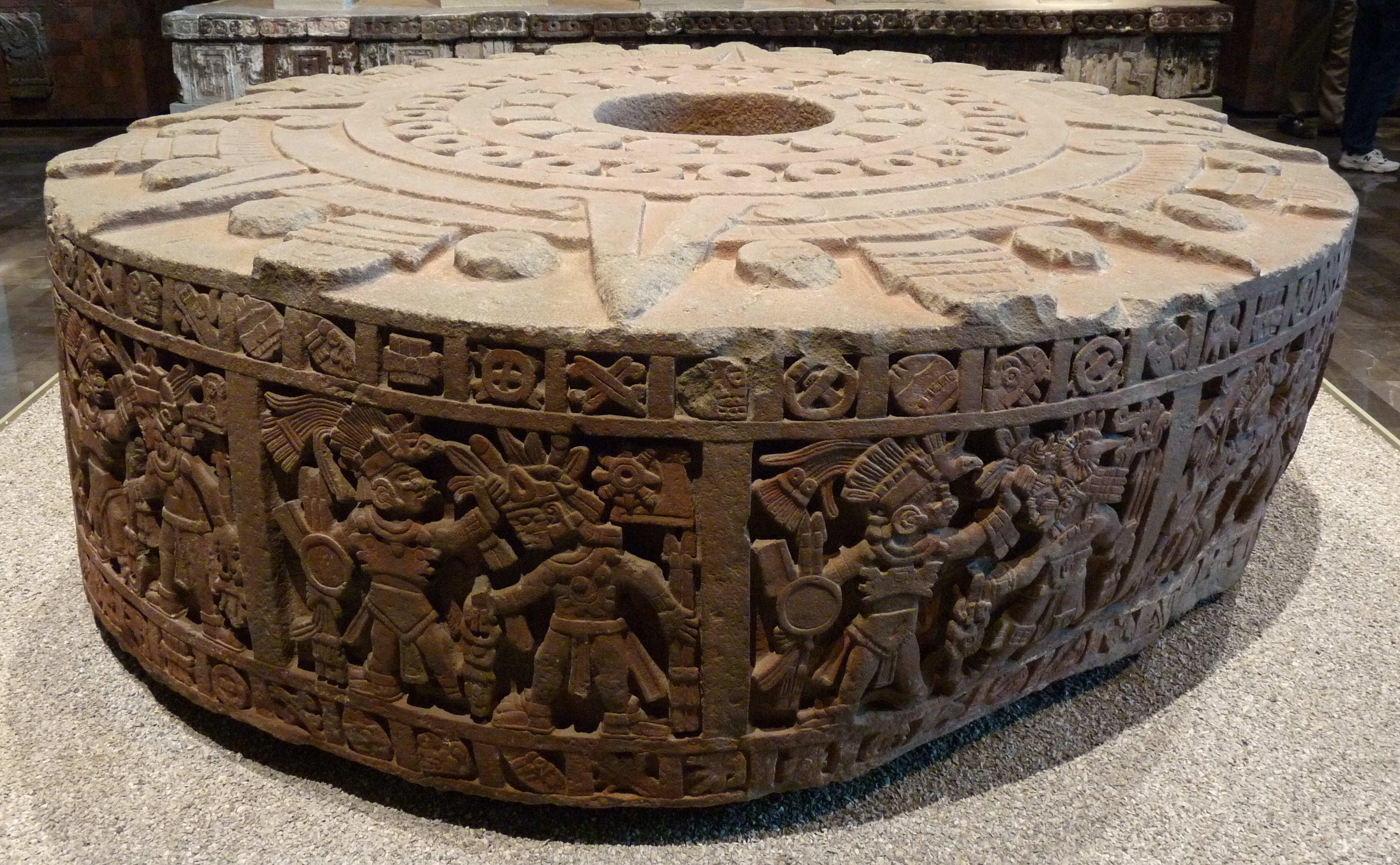
Kamień Montezumy I

Kamień Montezumy I – aztecki artefakt, przypuszczalnie kamień ofiarny (temalacatl), w formie cylindrycznego bazaltowego bloku o wysokości 68–76 cm i średnicy 224 cm. Obecnie znajduje się w zbiorach Narodowego Muzeum Antropologicznego w Meksyku.
Zabytek został odkryty w 1988 roku na dziedzińcu pałacu arcybiskupiego na przedmieściach Meksyku. Boczna część kamienia podzielona jest na trzy poziome pasy ozdobione reliefami. Najwyższy i najniższy z pasów zawierają odpowiednio po 59 i 57 niewielkich kwadratów, w których umieszczono różnego rodzaju symbole. Stanowiący centralną część pas środkowy zapełnia jedenaście wielkoformatowych scen, ilustrujących kolejne podboje władcy. Kamień łączony jest zazwyczaj z Montezumą I, zdaniem części badaczy należy go jednak datować na czasy Axayacatla, bowiem jedna ze scen może przedstawiać zdobycie Tlatelolco w 1473 roku.